# Togo nos Jogos Olímpicos de Inverno de 2018
Togo participou dos Jogos Olímpicos de Inverno de 2018, realizados na cidade de Pyeongchang, na Coreia do Sul. 
Foi a segunda aparição do país em Olimpíadas de Inverno após a estreia na edição anterior, em Sóchi. Esteve representado apenas pela esquiadora cross-country Mathilde-Amivi Petitjean. Alessia Afi Dipol também estava classificada para competir no esqui alpino, mas não pode competir devido a questões burocráticas envolvendo a sua inscrição.

## Desempenho

### Esqui cross-country
Feminino
| Atleta                   | Evento      | Qualificatória | Qualificatória | Quartas de final | Quartas de final | Semifinal   | Semifinal   | Final       | Final       |
| Atleta                   | Evento      | Tempo          | Pos.           | Tempo            | Pos.             | Tempo       | Pos.        | Tempo       | Pos.        |
| ------------------------ | ----------- | -------------- | -------------- | ---------------- | ---------------- | ----------- | ----------- | ----------- | ----------- |
| Mathilde-Amivi Petitjean | 10 km livre |                |                |                  |                  |             |             | 32:52.1     | 83º         |
| Mathilde-Amivi Petitjean | Velocidade  | 3:45.93        | 59º            | Não avançou      | Não avançou      | Não avançou | Não avançou | Não avançou | Não avançou |

Legenda
| Recorde mundial      | Recorde mundial (World record)               |                       | Recorde africano                      | Recorde africano (African) |                                           | Q | Classificado por posição (Qualified) |
| Recorde olímpico     | Recorde olímpico (Olympic record)            | Recorde da América    | Recorde da América (Americas)         | q                          | Classificado por melhor tempo (Qualified) |   |                                      |
| Melhor marca do ano  | Melhor marca do ano (World leading)          | Recorde asiático      | Recorde asiático (Asian)              | DNS                        | Não largou (Did not start)                |   |                                      |
| Recorde nacional     | Recorde nacional (National record)           | Recorde europeu       | Recorde europeu (European)            | DNF                        | Não terminou (Did not finish)             |   |                                      |
| Recorde pessoal      | Recorde pessoal do atleta (Personal best)    | Recorde da Oceania    | Recorde da Oceania (Oceania)          | DSQ / DQ                   | Desclassificado (Disqualified)            |   |                                      |
| Recorde da temporada | Recorde da temporada do atleta (Season best) | Recorde sul-americano | Recorde sul-americano (South America) | NM                         | Sem marca (No mark)                       |   |                                      |